# Fondo Grande

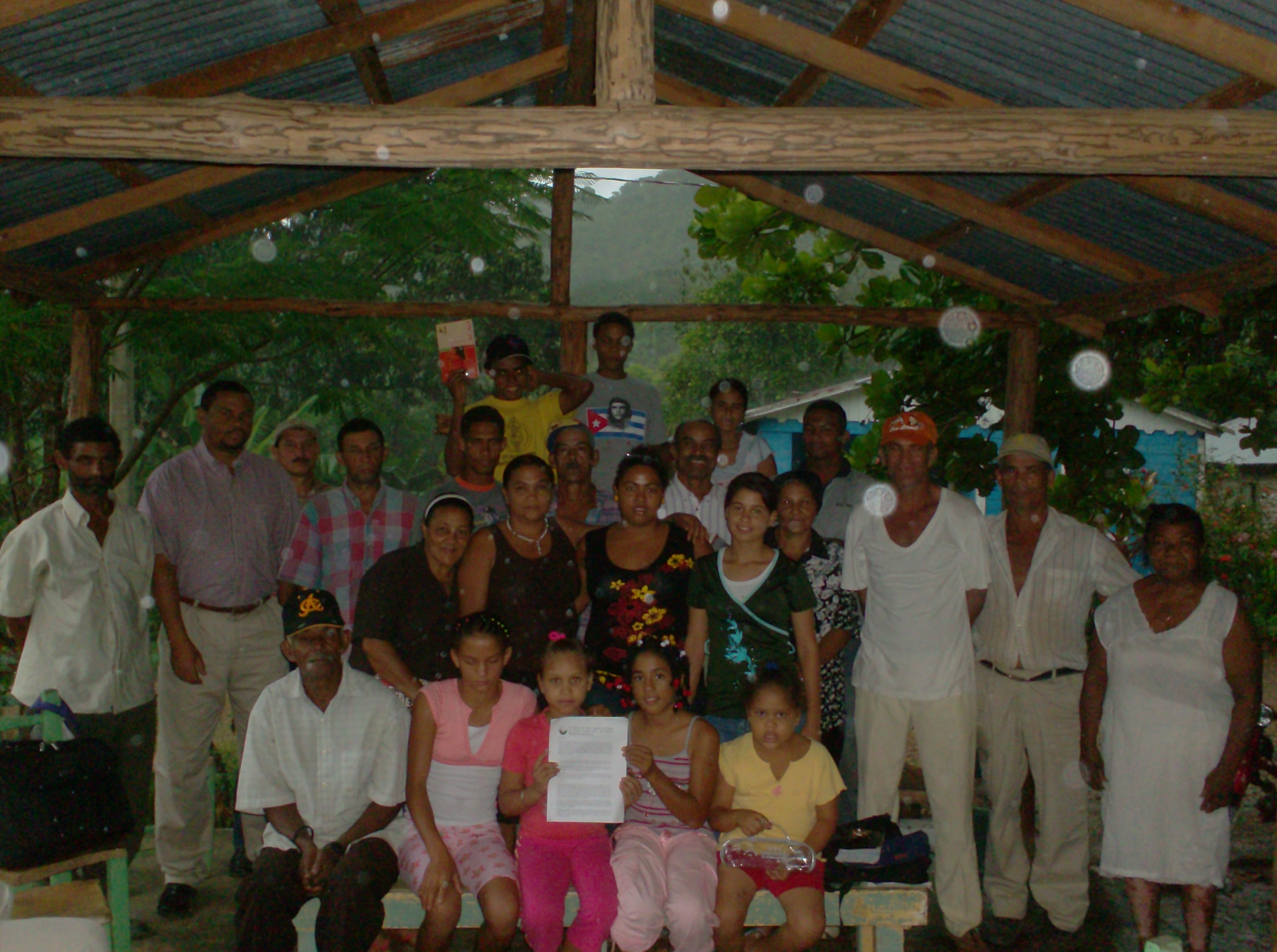
Vista de los habitantes de la Comunidad de Fondo Grande que participaron en la fundación del Consejo para el Desarrollo de Fondo Grande.

Fondo Grande es una comunidad situada en la zona fronteriza noroeste de la República Dominicana, en el municipio de Loma de Cabrera.

## Información general
Ubicada entre los 19°22´ latitud Norte y los 71°40´ longitud Oeste, con una altitud promedio de 387 metros sobre el nivel del mar y temperatura promedio de 20 °C. Está justo en el inicio de la Coordillera Central dominicana. Hace frontera con la República de Haití.
Su población ha sido afectada en gran escala (más del 50 %), en los últimos 20 años, debido a la emigración a las ciudades como Santo Domingo y Santiago de los Caballeros, sobre todo, a veces a estudiar y otra gran parte a trabajar.
Se disfruta del Merengue Típico (Perico Ripiao), su música por excelencia, así como de la Bachata y Las décimas (poemas tradicionales).
En Fondo Grande, se exhibe el río cristalino Manatí, que desemboca en el Masacre, Loma de Cabrera, y el Grand Fond. La flora está enriquecida por las variedades de plantas de un ambiente húmedo subtropical.

## Desarrollo
Entre los proyectos logrados por tales organizaciones, se destacan el Acueducto -junto a la Fundación para el Desarrollo Comunitario(FUDECO) y auspicio de la USAID-, Programa de Paneles Solares -junto a PROLINO- y el proyecto histórico inaugurado el 30 de enero de 2009, La Hidroeléctrica de Fondo Grande, con la ayuda del Programa de Pequeño Subsidio (PPS) y el Programa de las Naciones Unidas para el Desarrollo (PNUD).
Actualmente, la comunidad trabaja con la planificación de proyectos productivos para mejorar la economía local a través de la agricultura y turismo sostenible.
En junio de 2010, Fondo Grande obtuvo el Premio Ambiental Atabey, categoría Energía Renovable, por sus esfuerzos en cuanto al Desarrollo Sostenible.
En la primera edición del Premio Nacional a la Producción Más Limpia en República Dominicana (29 de marzo de 2012), el Consejo para el Desarrollo de la Comunidad de Fondo Grande fue reconocido como Excelencia en la Producción más Limpia (Categoría Energía, Organizaciones No Gubernamentales), con el proyecto de la Microcentral hidroeléctrica de la comunidad.

## Organizaciones
La organización de la comunidad de Fondo Grande constituye un pilar importante en el proceso de vida comunitario y de progreso.

### Consejo para el Desarrollo de Fondo Grande
Se encarga de dirigir la toma de decisiones comunitarias en la planificación, gestión y ejecución de sus proyectos de desarrollo. Está compuesta por las tres organizaciones sociales:

#### Asociación de Agricultores Juan Pablo Duarte
Los integrantes de la comunidad de Fondo Grande, desde siempre han estado trabajando con la Agropecuaria. Esta ha sido su base de sustento histórica. Conociendo empíricamente su oficio, las dificultades de la comunidad y la apertura de algunas oportunidades, los hombres fondogranderos deciden crear en el año 1972 la Asociación de Agricultores San Miguel. Los objetivos principales de dicha organización fueron la unión de fuerzas para conquistar mejores beneficios en la agricultura y contribuir con el desarrollo de la comunidad de Fondo Grande a través de la discusión de sus problemas, el planteamiento de soluciones y la lucha necesaria. En el año 1985 se decide cambiar el nombre San Miguel, en honor al luchador comunitario y alcalde Miguel Almonte (Pacín), por el del patricio de la República Dominicana, Juan Pablo Duarte, con el fin de presentar un nombre reconocido que identificara la filosofía de la asociación.

#### Centro de Madres la Esperanza y La Amistad
El Centro de Madres de Fondo Grande nace en el año 1972, junto con el movimiento organizador impulsado por la parroquia jesuita de Loma de Cabrera, representado por el catequista Luis Ceferino Gómez Disla, cuando también se organizó la asociación de Agricultores. Al principio, fue llamado La Esperanza. Luego existió otro centro de madres llamado La Amistad. Considerándose la relativa distancia, las madres residentes en la parte oeste asistía a su más próximo centro que era La Amistad, mientras que en la parte este se tenía La Esperanza.
En el año 1980, las integrantes de ambos centros decidieron unirse bajo un mismo nombre, visto la cantidad de mujeres que quedaban luego de las migraciones y decidieron llamarle Centro de Madres La Esperanza y la Amistad absorbiendo ambos nombres.

#### Organización Juvenil Fondo Grande Hacia Delante
Fondo Grande Ahead es una organización de jóvenes que brinda herramientas intelectuales y metodológicas en el proceso de desarrollo de la comunidad de Fondo Grande. La visión es reunir a los jóvenes de Fondo Grande en una organización a través de la cual sean capaces de gestionar el desarrollo de la comunidad.